# Ящук Павло Володимирович
Павло́ Володи́мирович Ящу́к (11 жовтня 1966 — 21 липня 2014) — старший лейтенант батальйону «Айдар», учасник російсько-української війни.

## Життєвий шлях
Народився в сім'ї кадрового військового, батьки родом з Андріяшівки. Батько, Володимир Павлович — кадровий військовик, мати — Ольга Павлівна, — швея. Дитинство і юність пройшли в Бердичеві та в Андріяшівці. 1966 року сім'я переїжджає до Кандалакші Мурманської області, 1972-го — на військову службу до міста Ізяслава. Закінчив ЗОШ, Красноярське вище училище МВС СРСР. Служив в елітному спецпідрозділі МВС СРСР та Росії «Витязь», з 1988 року — краповий берет. Брав участь у багатьох секретних операціях у гарячих точках. Нагороджений численними радянськими орденами й медалями, у «Витязі» відслужив 20 років. Повернувся до України. 2012 року зміг відвідати брата Валерія Володимировича — ученого-фізика, що працює та проживає у США.
Брав активну участь у подіях Революції Гідності, псевдо «Паша Московський». 14 квітня 2014 року документально зафіксував своє українське громадянство, змінивши з російського.
У часі війни — доброволець, командир взводу, 24-й батальйон територіальної оборони «Айдар», псевдо «Мисливець».
Загинув 21 липня 2014-го, тоді ж поліг солдат Микола Королько — від влучення танкового снаряду при виконанні бойового завдання під Георгіївкою.
Без Павла лишились дружина, 9-річний син Павло.
25 липня 2014 року похований у селі Андріяшівка, Бердичівський район.

## Нагороди та вшанування
За особисту мужність і героїзм, виявлені у захисті державного суверенітету та територіальної цілісності України, вірність військовій присязі під час російсько-української війни, відзначений — нагороджений
- орденом «За мужність» III ступеня (посмертно)
- нагрудним знаком «За оборону Луганського аеропорту» (посмертно)
- в Андріяшівці одну з вулиць названо на честь Павла Ящука
- 29 жовтня 2014 року в селі Андріяшівка на фасаді будівлі загальноосвітньої школи, йому та ще двом випускникам (Сергій Коренівський та Василь Малянівський) відкрито меморіальну дошку[1]